# Tjalaatiglaciären
Tjalaatiglaciären (georgiska: ჭალაათის მყინვარი) en glaciär i Georgien. Den ligger i den nordvästra delen av landet, i regionen Megrelien-Övre Svanetien.